# Rod Thorn
Rodney King Thorn (* 23. Mai 1941 in Princeton, West Virginia) ist ein ehemaliger US-amerikanischer Basketballspieler und -manager. Thorn spielte zwischen 1963 und 1971 in der National Basketball Association (NBA) bei den Baltimore Bullets, Detroit Pistons, St. Louis Hawks und den Seattle SuperSonics. 1964 wurde er in das NBA All-Rookie Team berufen.
In den 1980er Jahren war er General Manager der Chicago Bulls. In dieser Funktion berief er Jerry Sloan auf dessen erste Position als Cheftrainer eines NBA-Teams und war verantwortlich dafür, dass die Bulls in der NBA-Draft 1984 Michael Jordan auswählten.
Von 1986 bis 2000 war Thorn als Vizepräsident für das operative Geschäft der NBA beschäftigt. Von 2000 bis 2010 war Thorn als Manager der New Jersey Nets engagiert. In der Saison 2001/02 wurde er als NBA Executive of the Year ausgezeichnet. 2010 übernahm Thorn den Posten des Präsidenten bei den Philadelphia 76ers. Diesen Posten hatte er bis 2012 inne.
Thorn gilt als einer der besseren Manager der NBA, dem es immer wieder gelingt, geschickte Spielertausche einzufädeln. Am 31. März 2018 wurde seine Aufnahme in die Naismith Memorial Basketball Hall of Fame als Förderer (englisch: contributor) bekanntgegeben.